# Sepultura
Sepultura (port. ‚Grab‘) ist eine 1984 gegründete Metal-Band aus Belo Horizonte in Brasilien. Auf ihren Bandnamen stießen die Mitglieder beim Übersetzen des Motörhead-Titels Dancing on Your Grave (engl. ‚Auf deinem Grab tanzend‘).

## Geschichte

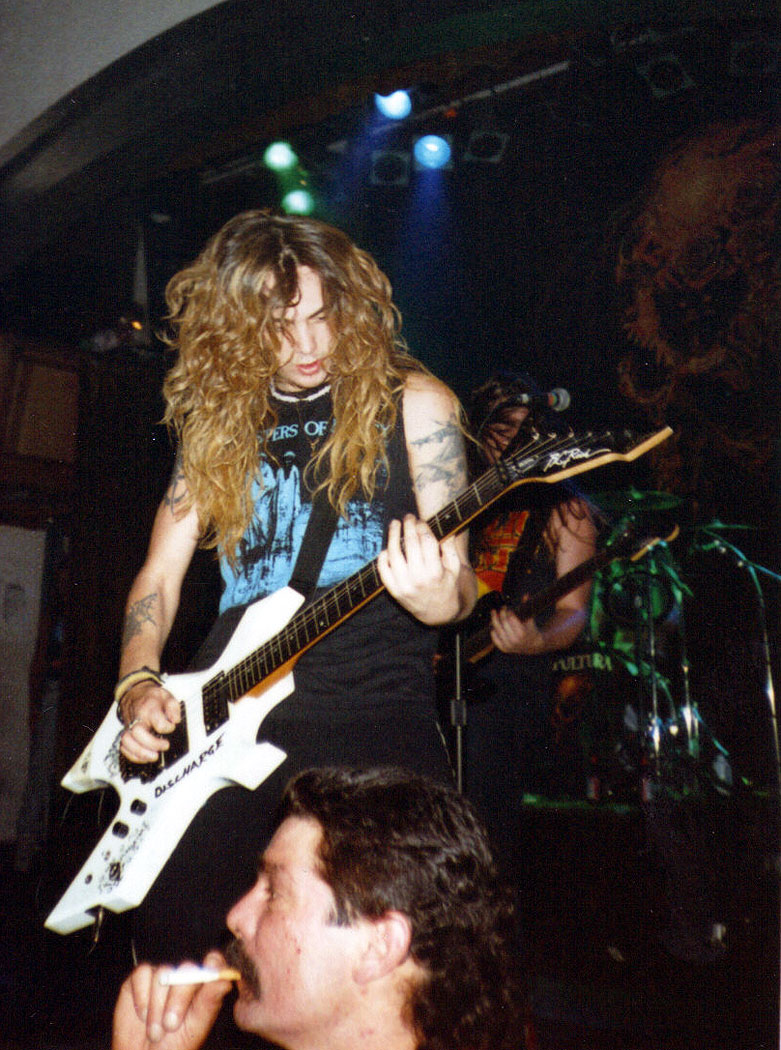
Max Cavalera auf der Beneath-the-Remains-Tour

### Gründung und erste Erfolge

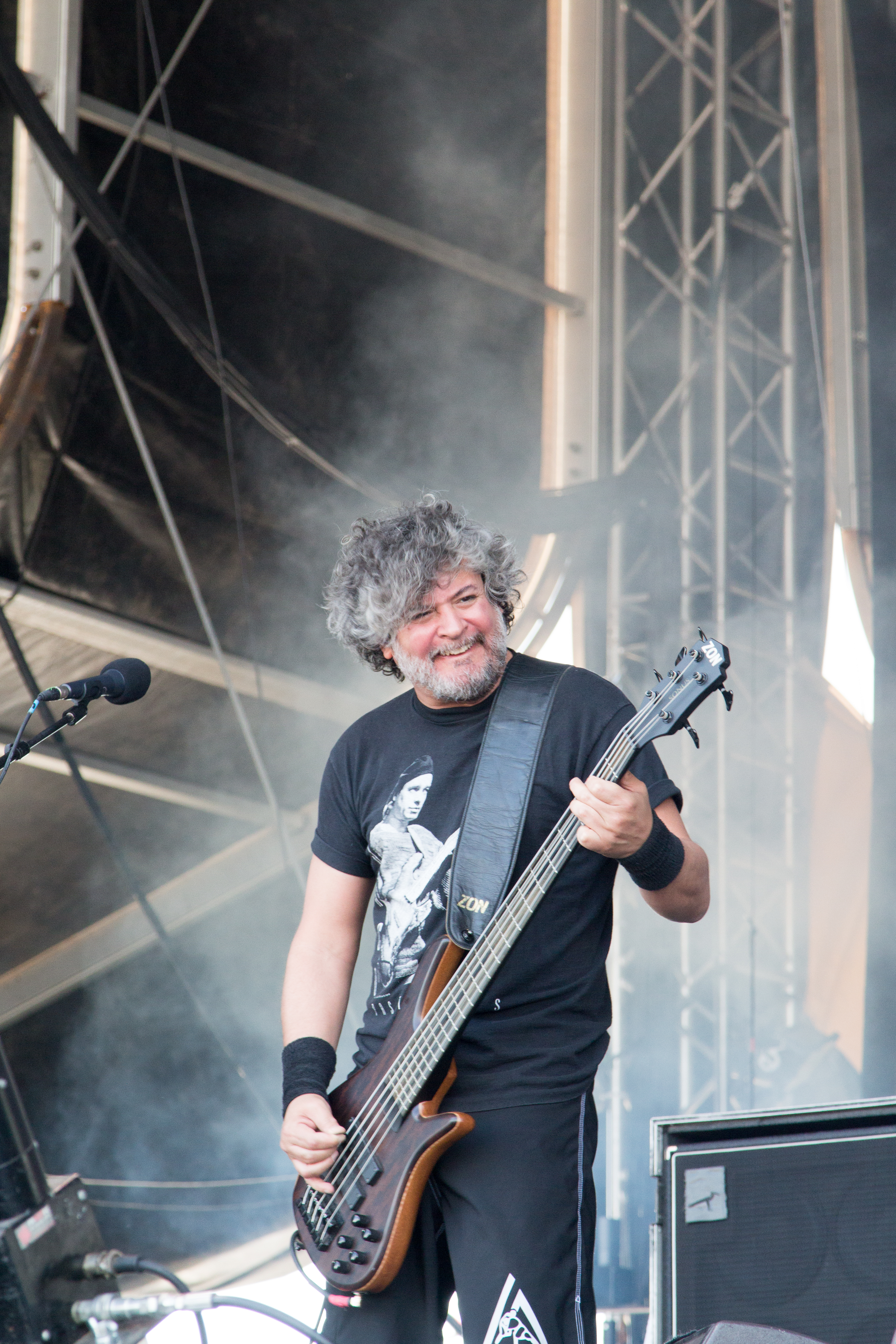
Das langjährigste Mitglied: Paulo Xisto Pinto Jr. beim Nova Rock 2014

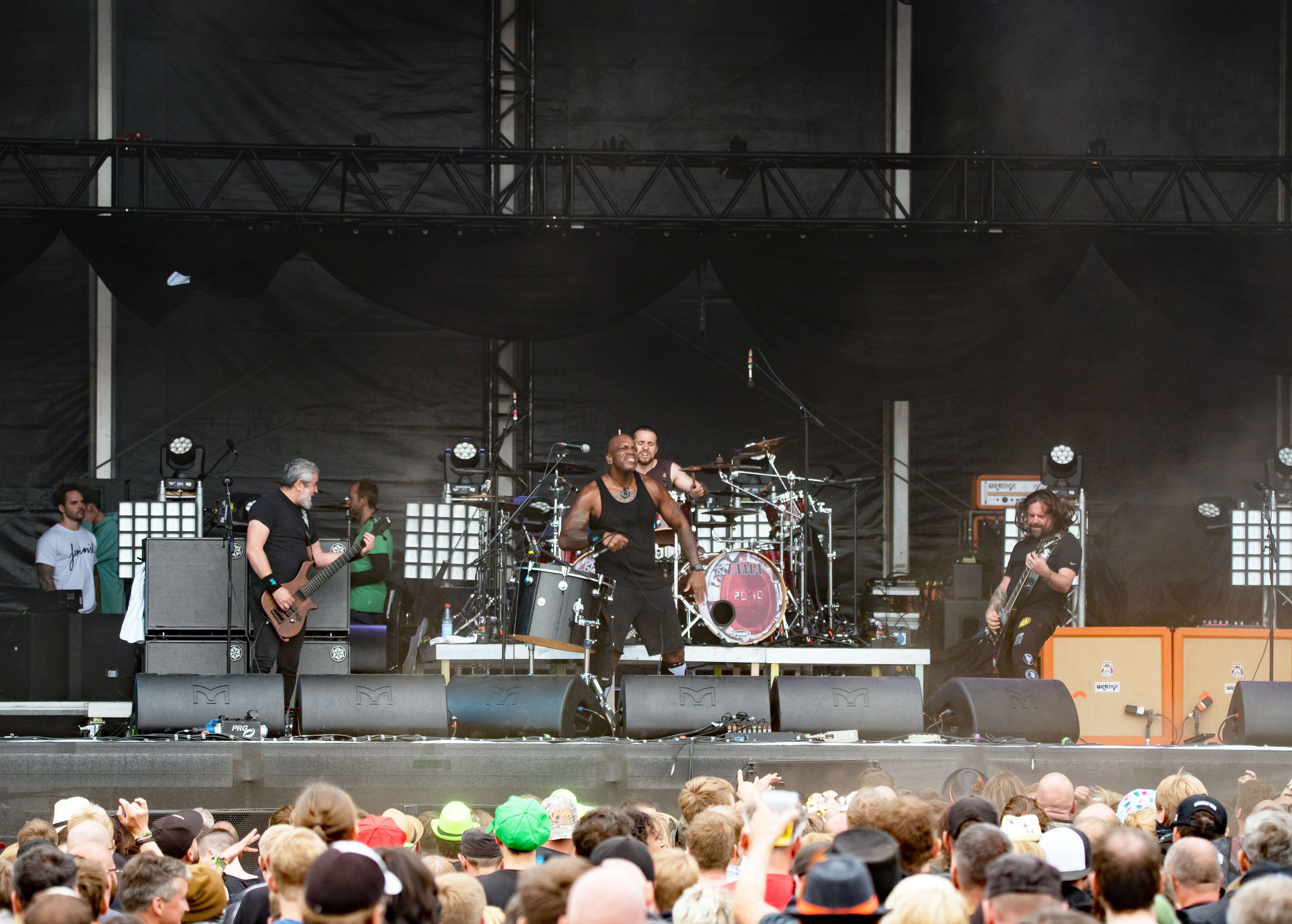
Sepultura auf dem Reload Festival 2018

Die Band wurde 1984 von Max und Igor Cavalera gegründet; nach mehreren anfänglichen Mitgliederwechseln bestand die Gruppe zunächst aus Max Cavalera an der Gitarre, Igor Cavalera am Schlagzeug, Sänger Wagner Lamounier und Bassist Paulo Jr. Lamounier verließ die Band nach Differenzen im März 1985 und gründete alsbald Sarcófago. Daraufhin übernahm Max Cavalera den Gesang. Im selben Jahr wurde die Split-LP Século XX/Bestial Devastation mit der Band Overdose über Cogumelo Records veröffentlicht, nun bestand Sepultura aus Igor und Max Cavalera, Paulo Jr. und Jairo Guedz, der die Leadgitarre übernahm. Im folgenden Jahr wurde mit gleicher Besetzung das Album Morbid Visions veröffentlicht. 1987 verließ Jairo Guedz die Band und wurde durch Andreas Kisser ersetzt; Guedz gründete später Eminence.
Mit dem neuen Gitarristen kam auch eine Veränderung der Musik, sie wurde technisch anspruchsvoller. Noch 1987 wurde das erste Album in der neuen Besetzung, Schizophrenia, veröffentlicht. Dieses Album wurde erstmals in Europa verkauft. Zwei Jahre danach folgte das Album Beneath the Remains. Mit dieser Scheibe gingen Sepultura auf ihre erste internationale Tour. Das vierte Album Arise erschien 1991, produziert hatte Scott Burns in den Morrisound Studios in Florida. Chaos A.D. folgte 1993. Mit diesen Veröffentlichungen konnten erstmals größere Erfolge gefeiert werden – so gewann man z. B. für das Video zu Territory den MTV Video Music Award.

### Neuer Frontmann
1996 veröffentlichte Sepultura das Album Roots. Im selben Jahr trennte sich die Band von ihrem Sänger Max Cavalera, was für großes Aufsehen bei den Fans sorgte, war Cavalera doch in der ganzen Metal-Szene als charismatischer Frontmann bekannt. Grund für die Trennung war ein Streit: Der Vertrag der Bandmanagerin Gloria Cavalera lief aus. Max, Ehemann von Gloria, wollte es nicht akzeptieren, dass seine Band-Kollegen nicht verlängern wollten und stieg schließlich aus der Band aus. Anfangs sprach man davon, dass sich Gloria zu sehr in die Belange der Band einmischte und deshalb unbeliebt war. Sänger Max Cavalera nannte dagegen später als Grund, dass die Ehefrauen seiner Band-Kollegen mit ihrer krankhaften Eifersucht auf Gloria und Max die Band zerstört hätten. In einem im Januar 2007 geführten Interview mit dem Metal Hammer erklärte er wiederum, dass während der Roots-Tour Glorias Sohn Dana gestorben war und Andreas Kissers Frau in dessen Auftrag versuchte, die Beerdigung noch vor Heimkehr der Eltern abzuwickeln. Seitdem sprach Max Cavalera kein Wort mehr mit Kisser und wartet seitdem auf eine Entschuldigung Kissers. Max Cavalera gründete daraufhin die Band Soulfly.

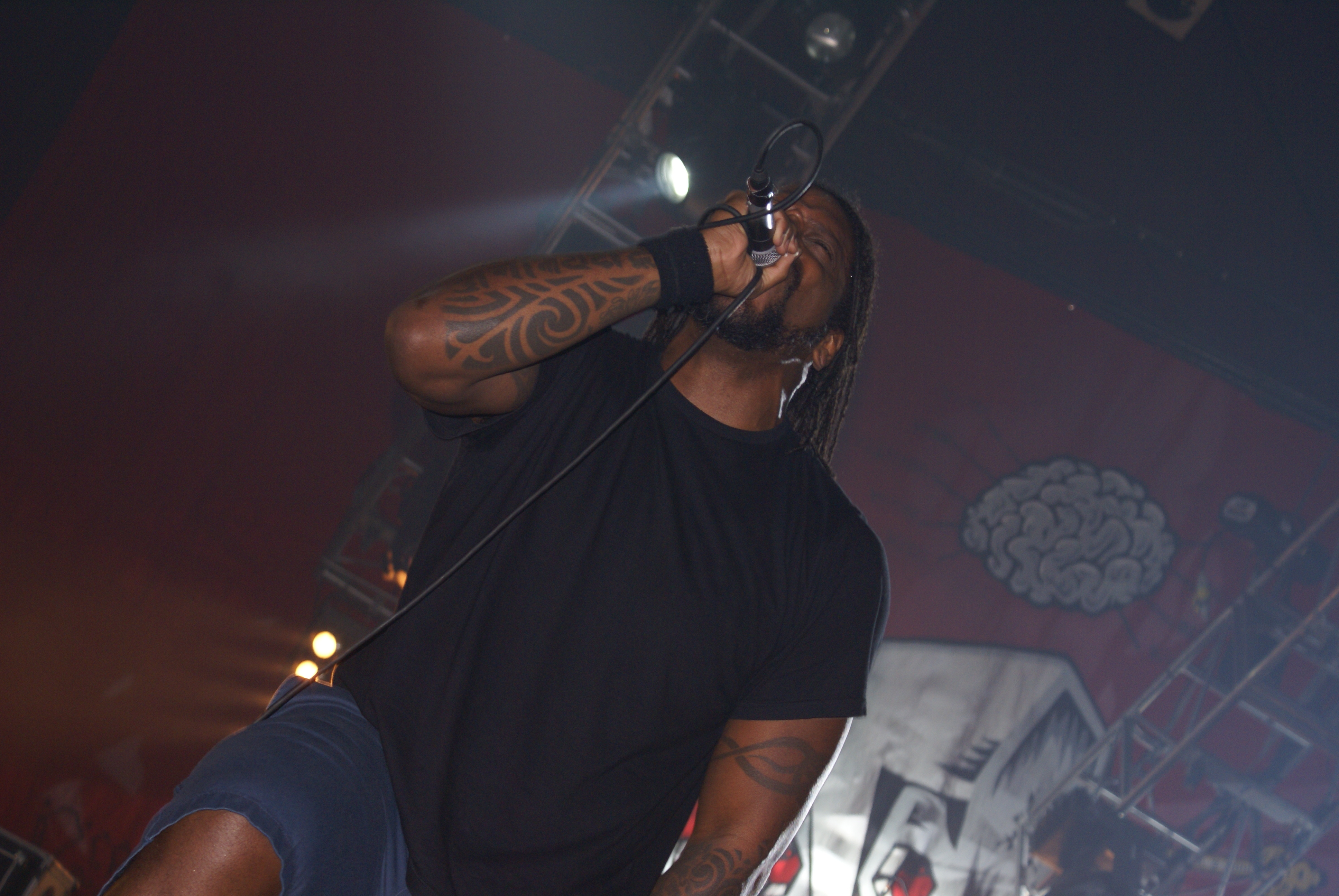
Green auf dem Metalmania-Festival 2007

Nachdem Überlegungen, Andreas zum Sänger von Sepultura zu machen, verworfen wurden, lud man den Amerikaner Derrick Green aufgrund seines Demo-Tapes ein. Er wurde neuer Sänger der Band, da er sowohl musikalisch als auch menschlich zur Band passte. Das erste Konzert mit neuem Sänger fand im Rahmen der Wohltätigkeitsveranstaltung Barulho contra Fome (‚Lärm gegen Hunger‘) statt. 1998 wurde das erste Album mit Green veröffentlicht, Against. Nachdem sich die Band nach eigenen Aussagen mit diesem Album frei gespielt hatte, veröffentlichte sie 2001 Nation, das erste gemeinsam geschriebene Album. Neben dem für Sepultura üblichen, wütenden Geschrei überraschte das Album seine Fans auch mit klarem Gesang. Eine weitere Besonderheit ist der Gastauftritt von Apocalyptica.

### In den 2000er Jahren
Nach zahlreichen Auftritten, unter anderem auf dem Festival Rock in Rio 3 vor 150.000 Leuten, folgten 2003 das Album Roorback und die EP Revolusongs, auf der Sepultura Lieder von anderen Bands coverte, die zum Teil aus sehr unterschiedlichen Musikrichtungen stammten (unter anderem Public Enemy, Exodus, U2, …). 2005 wurde die DVD Live in Sao Paulo veröffentlicht, auf der neben dem Konzert auch eine Dokumentation von Derrick zu finden ist. Zeitgleich kam auch die Live-CD auf den Markt.
Im selben Jahr begannen die Aufnahmen zum Album Dante XXI, das am 17. März 2006 veröffentlicht wurde und eine Vertonung von Dante Alighieri Göttlicher Komödie darstellt. Pünktlich zur Veröffentlichung des neuen Albums gingen Sepultura auf eine ausgiebige Europa-Tour mit In Flames. Igor Cavalera wurde auf der Tour von Roy Mayorga vertreten, welcher auch schon bei Soulfly spielte. Igor nahm sich angesichts der Geburt seines vierten Kindes eine Auszeit. Am 13. Juni 2006 wurde überraschend der Ausstieg Igor Cavaleras aus der Band verkündet; der Schlagzeuger habe sich in seinen musikalischen Visionen zu weit von der Band entfernt.
Sepultura stellten ihren neuen Schlagzeuger Jean Dolabella am 21. Juli 2006 bei ihrem Auftritt am Vilar De Mouros Festival in Portugal vor. Mit diesem Besetzungswechsel zählt Sepultura zu den Bands, in denen keine Gründungsmitglieder mehr spielen. Im Januar 2008 wurde ein neues Musik-Video zum Titel Ostia vom Album Dante XXI veröffentlicht.
Anfang 2008 begab sich die Band ins Studio, um ihr neues Album aufzunehmen, das am 23. Januar 2009 erschien. Das Album ist wie Dante XXI ein Konzeptalbum und dreht sich im Kern um Alex, die Hauptfigur des Buches Uhrwerk Orange und seiner Verfilmung. Deshalb entschied man sich für den zweideutigen Albumtitel A-Lex, da die Begrifflichkeit für ‚gesetzlos‘ steht, was die Thematik ebenfalls einfängt. Sänger Green war zudem nun auch Mitglied in der Band Musica Diablo.

### Die 2010er Jahre
Im Juli 2010 wurde bekannt, dass Sepultura einen Plattenvertrag mit Nuclear Blast unterzeichnet haben. Ein neues Album wurde seitens des Labels für 2011 angekündigt und erschien mit dem Titel Kairos im Juni desselben Jahres.
Im Oktober 2013 erschien das dreizehnte Studioalbum mit dem Titel The Mediator Between Head and Hands Must Be the Heart und am 13. Januar 2017 das vierzehnte namens Machine Messiah. Mit letzterem gingen sie als Vorgruppe von Kreator im Frühjahr 2017 auf Tour.

### Quadra und das Ende einer Ära
Im Februar 2020 erschien das Album Quadra, mit dem Sepultura die höchsten Chartplatzierungen ihrer Geschichte in Deutschland und der Schweiz erreichten und damit erstmals den Erfolg von Roots übertrafen.
Im Dezember 2023 kündigte die Band an, sich mit einer 18-monatigen 40 Years Farewell Tour in den Ruhestand zu verabschieden. Auf dieser Tour soll zugleich ein letztes Live-Album mit 40 Songs, aufgenommen in 40 verschiedenen Städten, entstehen.

„In vier Jahrzehnten voller Höhen und Tiefen, in denen wir 80 Länder und zahllose verschiedene Kulturen besucht haben, hatten wir die Chance, Brasiliens Botschafter in der Welt zu werden und unsere Farben und Rhythmen weltweit zu verbreiten. (...) Wir sind glücklich und sehr dankbar für alles, was wir in den letzten vier Jahrzehnten erleben durften. Wir haben großartige Alben veröffentlicht und unvergessliche Shows gespielt, Freundschaften gepflegt, unsere Idole getroffen, dazu beigetragen, den brasilianischen Metal auf der Weltkarte zu platzieren, und haben daher das Gefühl, dass wir die Musikszene mit einem Gefühl der Pflichterfüllung verlassen können. (...) Euthanasie, das Recht auf einen würdigen Tod. Das Recht zu wählen, frei zu leben und zu wählen, wann man stirbt!“

### Bandmitglieder

Sepultura auf dem Free & Easy Festival 2015
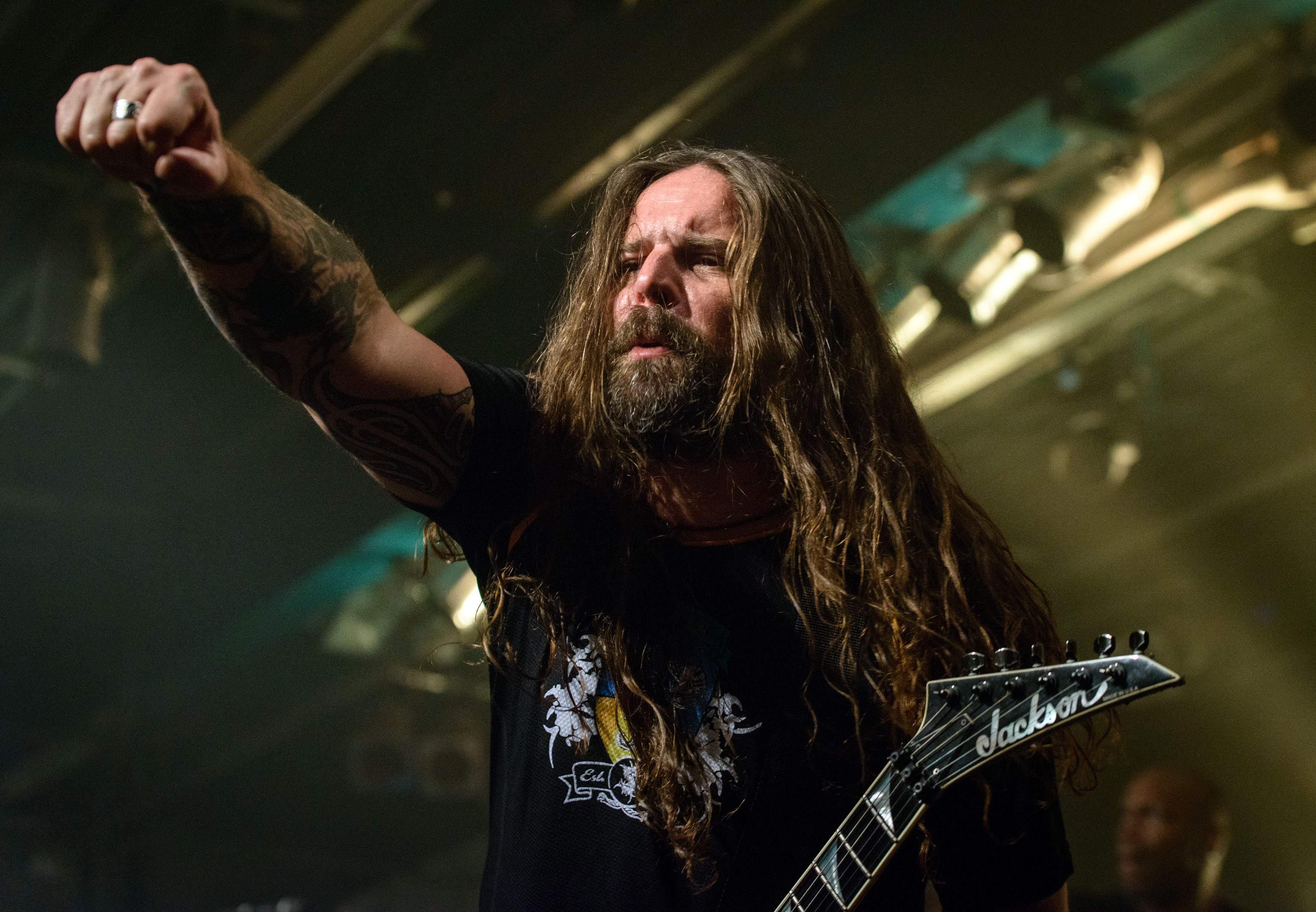
Andreas Kisser
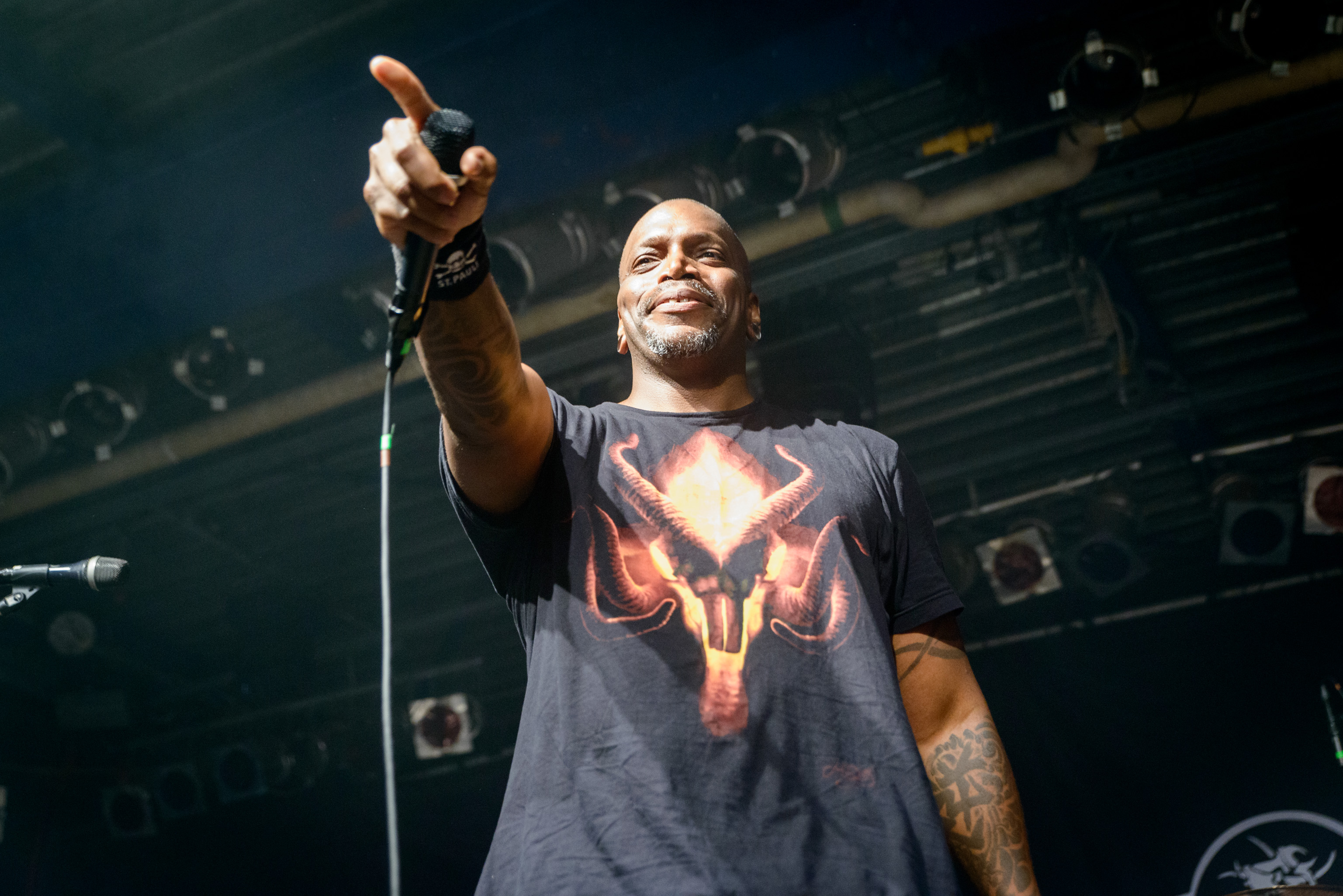
Derrick Green
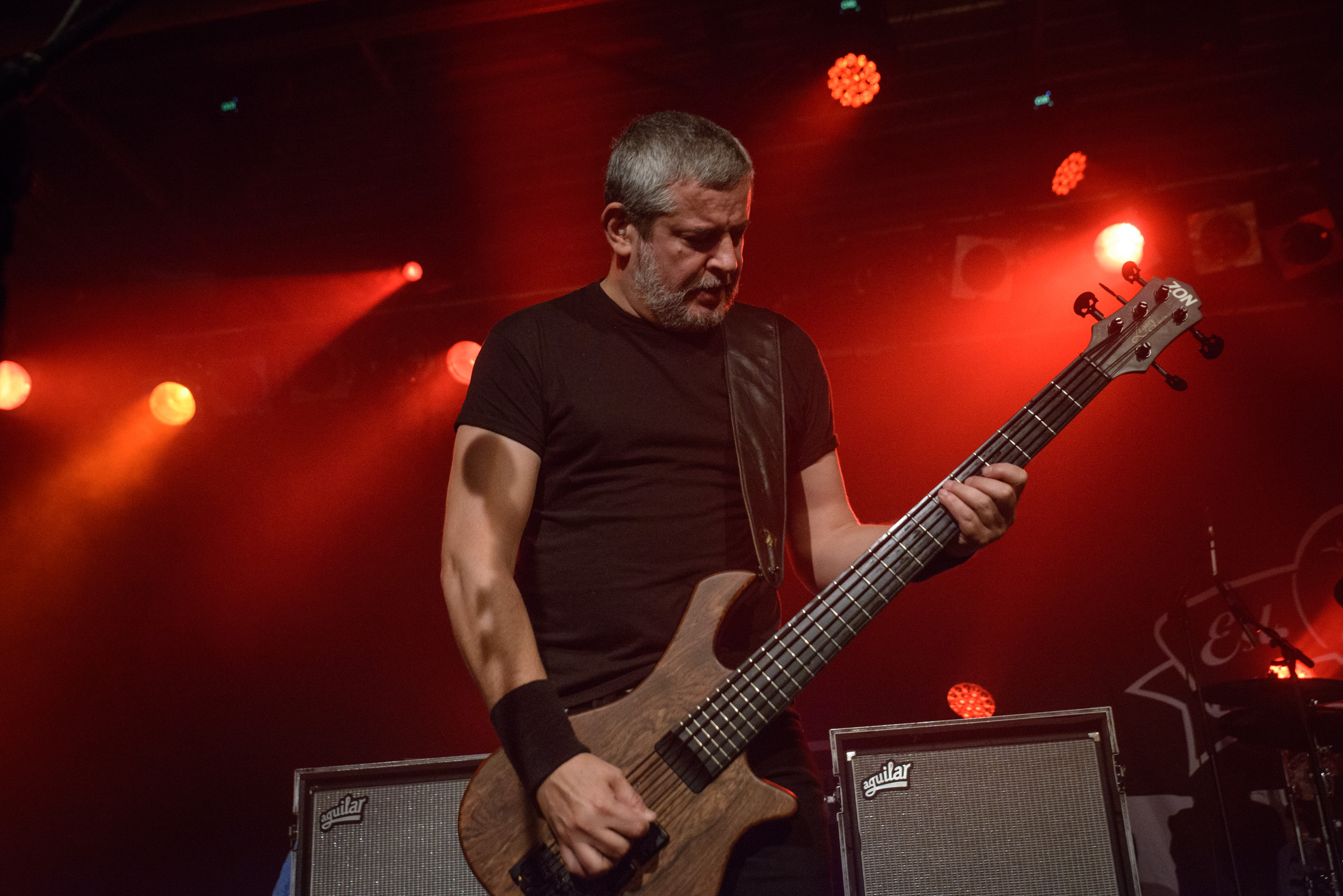
Paulo Xisto Pinto Jr.
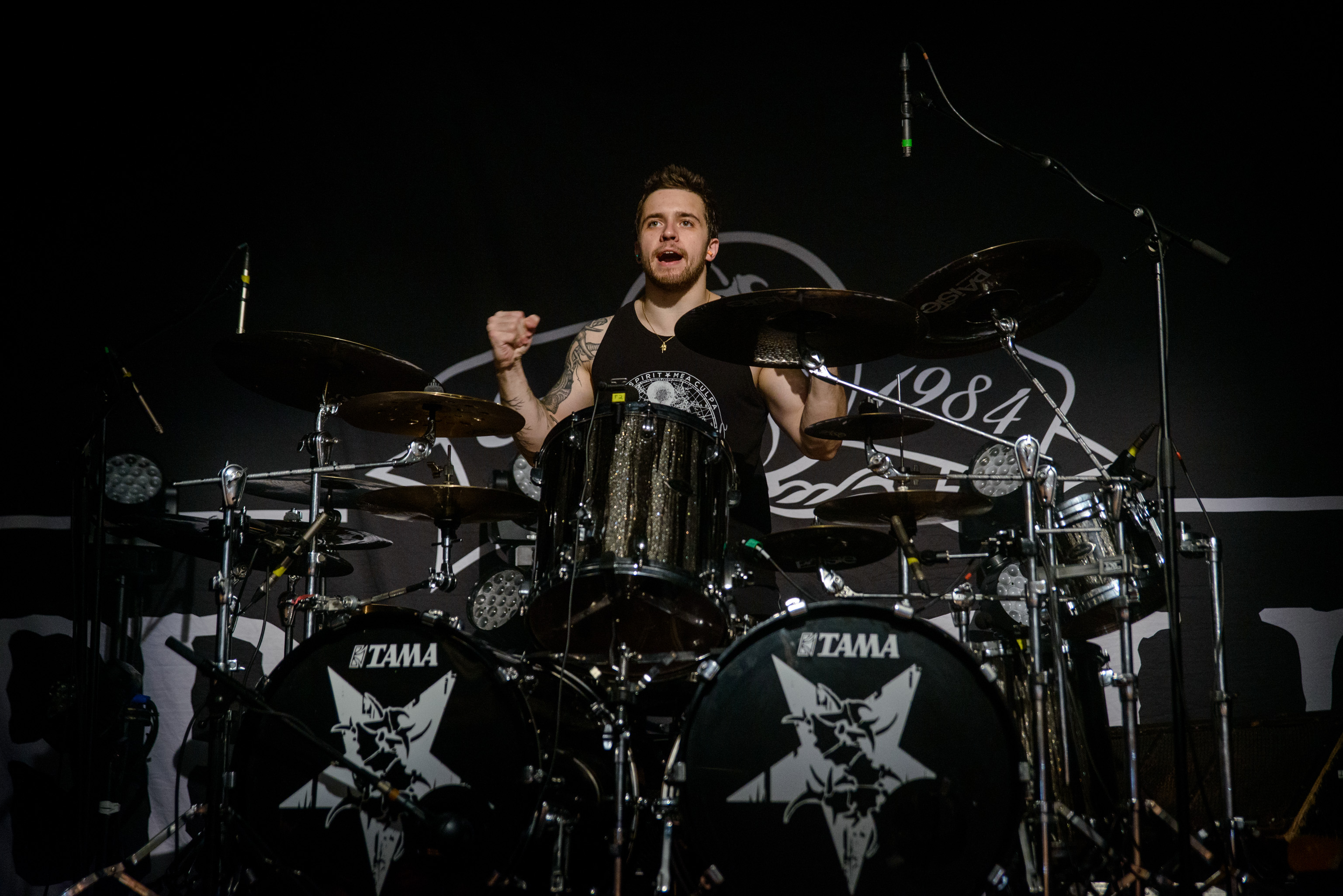
Eloy Casagrande

## Stil

Altes Bandlogo, welches bis Schizophrenia verwendet wurde

Auf Morbid Visions und Século XX/Bestial Devastation spielten Sepultura rohen, primitiven und aggressiven Metal, der sowohl als Death Metal als auch als black-metal-beeinflusster Thrash Metal bezeichnet wird, der nur Anhänger von Veröffentlichungen wie Sodoms In the Sign of Evil und Kreators Endless Pain ansprechen könne. Nach dem Einstieg von Andreas Kisser nahmen die Thrash-Metal-Einflüsse deutlich zu. Schizophrenia, Beneath the Remains und Arise kann man als Thrash Metal beschreiben. Ab dem Nachfolger Chaos A.D. und speziell auf dem letzten Album in der Besetzung mit Max Cavalera an den Vocals, Roots, nahmen die Thrash-Metal-Einflüsse immer deutlicher ab und wichen einer eher von Hardcore Punk, Alternative Metal und etwas Weltmusik (speziell in Bezug auf die Perkussion in Igor Cavaleras Schlagzeugspiel, die Kooperation mit dem Xavantes-Stamm [Itsári auf Roots] bzw. die Einbindung eines komplett akustischen Tribal-Stückes (Kaiowas auf Chaos A.D.)) beeinflussten Version ihres Stils. Nach dem Einstieg von Derrick Green rückten die Alternative-, Punk- und Hardcore-Einflüsse stärker in den Vordergrund, aber auch die Tribal-, Percussion- und Weltmusik-Elemente fanden keinen Abbruch, was man vor allem auf den Alben Against und Nation hören kann. Seitdem finden sich auf den Alben neben dem typischen Schreigesang erstmals auch von Derrick Green klar gesungene Passagen wieder. Eine Besonderheit stellt die Zusammenarbeit mit der Taiko-Trommelgruppe Kodo im Stück Kamaitachi auf dem Against-Album, wo auch ex-Metallica-Bassist Jason Newsted und Ratos-de-Porão-Sänger João Gordo, zu hören sind, dar. Auch auf den folgenden Alben finden sich zahlreiche Gastmusiker wieder. Nach der reinen Cover-EP Revolusongs aus dem Jahr 2002 vermischte man die Elemente der vorherigen Alben wieder stärker mit Thrash Metal und legte auf dem 2003er-Album Roorback deutlich an Geschwindigkeit zu. Diese Entwicklung wurde auf dem Folgealbum Dante XXI nicht nur beibehalten und weiter vorangetrieben, sondern auch durch die Begleitung eines Orchesters mit klassischer Musik angereichert. Das Album A-Lex von 2009 stellt schließlich eine Mischung aus rohem Thrash, Punk und Hardcore dar, die Tribal- und Worldmusic-Elemente sind fast komplett verschwunden, dafür werden erstmals Synthesizer benutzt und es findet sich in Ludwig Van, einer Variation von Freude schöner Götterfunken, auch ein klassisches Orchester wieder. Auf Kairos finden wieder verstärkt Groove-Metal-Elemente Eingang. Die Texte von Sepultura richten sich oft gegen die Politik der brasilianischen Regierung und rufen zu Widerstand auf (etwa Refuse/Resist).

## Engagement für Tier- und Umweltschutz
Sepultura unterstützt Sea Shepherd indem sie die Crew dieser Meeresschutzorganisation besuchten und sich mit Sea Shepherd Merchandise Produkten zeigten. Weiters luden sie Carolina Castro von Sea Shepherd Brasilien, und Mitch Anderson von Amazon Frontlines zu einer, Sepulquarta genannten, Gesprächsrunde ein und riefen dazu auf für Sea Shepherd zu spenden. Auch in ihren Liedern setzt sich Sepultura mit den Themen Tier- und Umweltschutz auseinander. So sind im Video zum Song Convicted in Life Filmaufnahmen, welche die Misshandlung von Tieren dokumentieren, zu sehen. Mit ihrem Lied Guardians of Earth und dem dazugehörigen Video wollen Sepultura, eigenen Angaben zufolge, auf den Kampf der indigenen Bevölkerung gegen die Abholzung des Regenwaldes aufmerksam machen und der NGO Amazon Frontlines eine Stimme verleihen.

## Diskografie

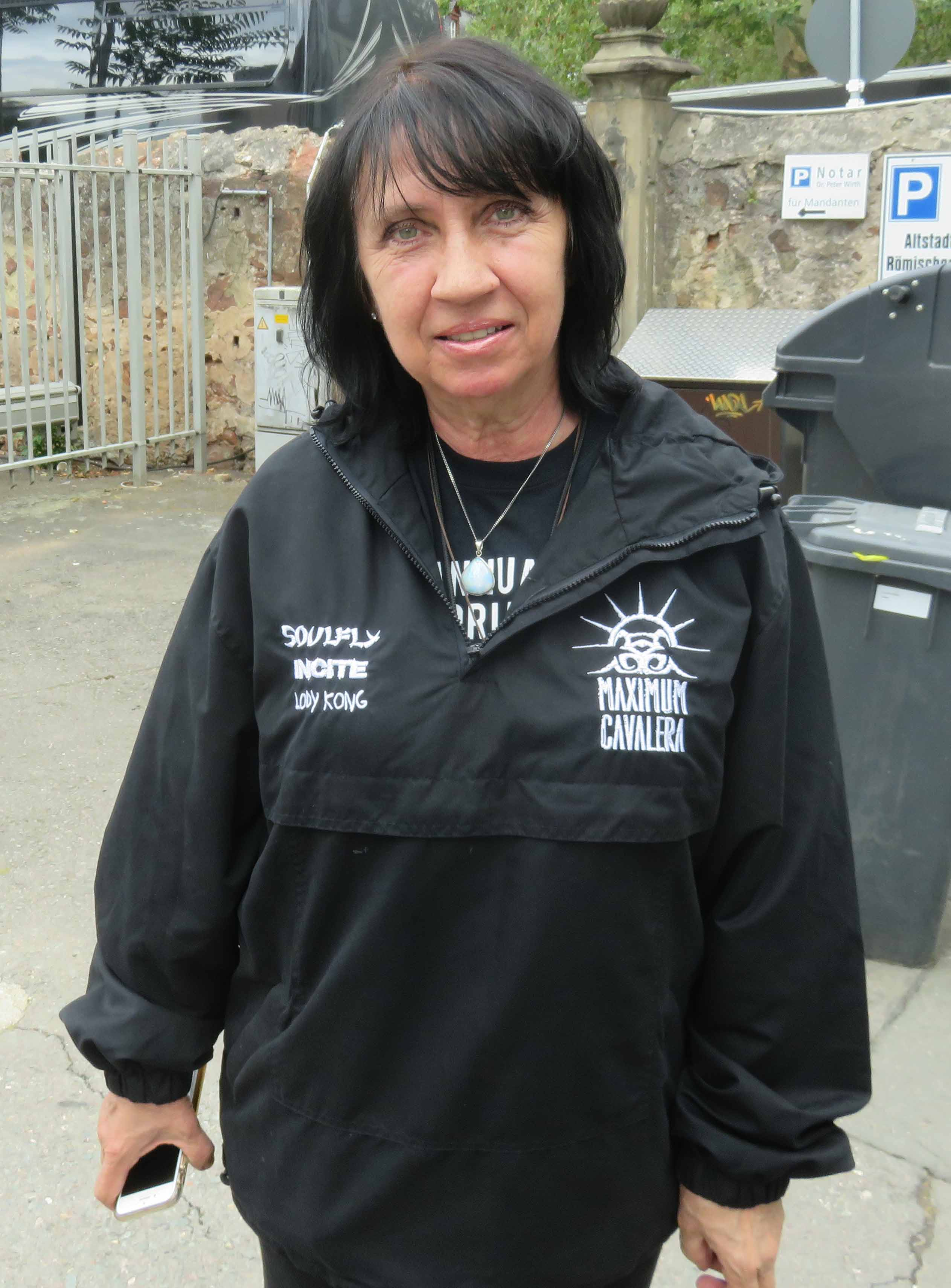
Gloria Cavalera, ehemalige Managerin von Sepultura (2019)

Studioalben

| Jahr | Titel Musiklabel                                                    | Höchstplatzierung, Gesamtwochen, AuszeichnungChartplatzierungen (Jahr, Titel, Musiklabel, Platzierungen, Wochen, Auszeichnungen, Anmerkungen) | Höchstplatzierung, Gesamtwochen, AuszeichnungChartplatzierungen (Jahr, Titel, Musiklabel, Platzierungen, Wochen, Auszeichnungen, Anmerkungen) | Höchstplatzierung, Gesamtwochen, AuszeichnungChartplatzierungen (Jahr, Titel, Musiklabel, Platzierungen, Wochen, Auszeichnungen, Anmerkungen) | Höchstplatzierung, Gesamtwochen, AuszeichnungChartplatzierungen (Jahr, Titel, Musiklabel, Platzierungen, Wochen, Auszeichnungen, Anmerkungen) | Höchstplatzierung, Gesamtwochen, AuszeichnungChartplatzierungen (Jahr, Titel, Musiklabel, Platzierungen, Wochen, Auszeichnungen, Anmerkungen) | Anmerkungen                                                       |
| Jahr | Titel Musiklabel                                                    | DE | AT | CH | UK | US | Anmerkungen                                                       |
| ---- | ------------------------------------------------------------------- | --- | --- | --- | --- | --- | ----------------------------------------------------------------- |
| 1986 | Morbid Visions Cogumelo Records                                     | — | — | — | — | — | Erstveröffentlichung: 10. November 1986                           |
| 1987 | Schizophrenia Cogumelo Records                                      | — | — | — | — | — | Erstveröffentlichung: 30. Oktober 1987                            |
| 1989 | Beneath the Remains Roadrunner Records                              | DE96 (1 Wo.)DE | — | — | — | — | Erstveröffentlichung: 7. April 1989 Charteinstieg in DE erst 2020 |
| 1991 | Arise Roadrunner Records                                            | DE25 (14 Wo.)DE | — | CH24 (4 Wo.)CH | UK40 Silber · (2 Wo.)UK | US119 (4 Wo.)US | Erstveröffentlichung: 20. März 1991                               |
| 1993 | Chaos A.D. Roadrunner Records                                       | DE11 (10 Wo.)DE | AT19 (16 Wo.)AT | CH15 (7 Wo.)CH | UK11 Gold · (5 Wo.)UK | US32 Gold · (7 Wo.)US | Erstveröffentlichung: 1. September 1993                           |
| 1996 | Roots Roadrunner Records                                            | DE7 (20 Wo.)DE | AT2 Gold · (16 Wo.)AT | CH16 (8 Wo.)CH | UK4 Gold · (6 Wo.)UK | US27 Gold · (10 Wo.)US | Erstveröffentlichung: 20. Februar 1996                            |
| 1998 | Against Roadrunner Records                                          | DE23 (4 Wo.)DE | AT23 (4 Wo.)AT | — | UK40 (2 Wo.)UK | US82 (3 Wo.)US | Erstveröffentlichung: 6. Oktober 1998                             |
| 2001 | Nation Roadrunner Records                                           | DE28 (5 Wo.)DE | AT41 (4 Wo.)AT | CH84 (1 Wo.)CH | UK88 (1 Wo.)UK | US134 (1 Wo.)US | Erstveröffentlichung: 20. März 2001                               |
| 2003 | Roorback SPV                                                        | DE46 (3 Wo.)DE | — | CH69 (2 Wo.)CH | — | — | Erstveröffentlichung: 26. Mai 2003                                |
| 2006 | Dante XXI SPV                                                       | DE64 (1 Wo.)DE | — | — | — | — | Erstveröffentlichung: 2. März 2006                                |
| 2009 | A-Lex SPV                                                           | DE82 (1 Wo.)DE | AT53 (1 Wo.)AT | CH68 (1 Wo.)CH | — | — | Erstveröffentlichung: 23. Januar 2009                             |
| 2011 | Kairos Nuclear Blast                                                | DE49 (1 Wo.)DE | AT75 (1 Wo.)AT | CH45 (2 Wo.)CH | — | — | Erstveröffentlichung: 24. Juni 2011                               |
| 2013 | The Mediator Between Head and Hands Must Be the Heart Nuclear Blast | DE76 (1 Wo.)DE | — | CH96 (1 Wo.)CH | — | — | Erstveröffentlichung: 25. Oktober 2013                            |
| 2017 | Machine Messiah Nuclear Blast                                       | DE27 (2 Wo.)DE | AT33 (1 Wo.)AT | CH27 (1 Wo.)CH | — | — | Erstveröffentlichung: 13. Januar 2017                             |
| 2020 | Quadra Nuclear Blast                                                | DE5 (2 Wo.)DE | AT17 (1 Wo.)AT | CH13 (3 Wo.)CH | — | — | Erstveröffentlichung: 7. Februar 2020                             |